# ایوان لوپز (شناگر)
ایوان لوپز (به انگلیسی: Iván López) (زادهٔ ۱۲ آوریل ۱۹۸۴) شناگر اهل مکزیک است.